# Andrea da Barberino
Andrea Mangiabotti, conocido por el seudónimo Andrea da Barberino, (c. 1370, Barberino Val d'Elsa, Toscana - c. 1431, Florencia, Toscana) fue un juglar, maestro de canto, escritor y traductor de Italia. Fue quien tradujo las leyendas del ciclo carolingio a la lengua italiana y las introdujo en el territorio italiano. En sus adaptaciones añadía material inventado.
Su familia, los Mangiabotti, eran originarios de Barberino Val d'Elsa, aun así no se sabe si él nació allí.
Murió sin hijos.
Sus adaptaciones son: Storia di Ugone dí Alvernia (publicada el 1882), Discesa di Guerino ajo'Inferno (publicada el 1882), Guerin Meschino (publicada el 1473), Storie Narbonesi (publicada el 1864), Aspramonte (publicada el 1951) y Y Reali di Francia (publicada el 1941).